# Legal Man
Legal Man är en singel släppt av Belle and Sebastian den 22 maj 2000 på Jeepster Records. Omslaget består av bandmedlemmarna Stevie Jackson och Isobel Campbell tillsammans med Adrienne Payne och Rozanne Suarez. Alla tre låtar är senare uppsamlade i Push Barman to Open Old Wounds.

## Låtlista
1. "Legal Man" – 2:42
2. "Judy Is a Dick Slap" – 4:05
3. "Winter Wooskie" – 2:41